# Smilacaceae
Las esmilacáceas (nombre científico Smilacaceae), son una familia de plantas monocotiledóneas muchas veces trepadoras originarias de regiones templadas y tropicales del mundo. Las hojas son espiraladas y pecioladas, poseen zarcillos pareados peciolares, y la lámina tiene muchas venas fuertes longitudinales y venación fina reticulada. Las flores son bastante pequeñas, típicas de monocotiledóneas, en inflorescencias umbeladas, el fruto es una baya. La familia fue reconocida por sistemas de clasificación modernos como el sistema de clasificación APG III (2009) y el APWeb (2001 en adelante). Los análisis moleculares de ADN recientes avalan la inclusión de los pequeños géneros Heterosmilax y Pseudosmilax en Smilax, quedando por lo tanto como único género de la familia. Es una smilacácea la fuente del saborizante zarzaparrilla (Smilax aspera).

## Descripción
Enredaderas u ocasionalmente hierbas erectas, muchas veces con rizomas gruesos, como tubérculos. Saponinas esteroideas presentes. Pelos simples, proyecciones puntiagudas sin venación ("prickles") muchas veces presentes.
Hojas alternas y espirales, simples, enteras a espinoso-serradas, diferenciadas en un pecíolo y una lámina, con venación palmada, con venas primarias convergiendo, y claramente conectadas por un retículo de venas de orden más alto, con un par de zarcillos cerca de la base del pecíolo.
Inflorescencias determinadas, en umbela, terminal o axilar.
Flores unisexual (plantas dioicas), radiales, e inconspicuas. 
Tépalos 6, separados a ligeramente conados,imbricados.
Estambres usualmente 6, filamentos separados a ligeramente conados, anteras usualmente uniloculares debido a la confluencia de 2 lóculos, polen monosulcado o más o menos sin aperturas, exina con pequeñas espinas.
3 carpelos, conados, ovario súpero, usualmente con placentación axilar, 3 estigmas, más o menos elongados. 1 óvulo o 2 en cada lóculo, anátropos u ortótropos. 
Néctar producido en la base de los tépalos y estambres.
El fruto es una baya con 1-3 semillas, semillas más o menos globosas, no negras.

## Ecología

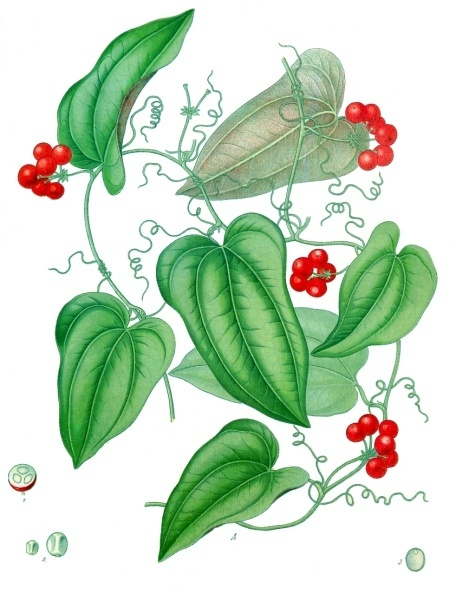
Smilax aristolochiifolia

Ampliamente distribuidas en regiones tropicales a templadas.
Las pequeñas flores de Smilacaceae son polinizadas por insectos (abejas, moscas).
Los frutos son dispersados por pájaros.

## Filogenia
La monofilia de Smilacaceae como aquí circunscripta, con el único género Smilax, está sustentada por datos moleculares y morfológicos (Judd 1998, Cameron y Fu 2006). La familia puede estar cercanamente relacionada con Rhipogonaceae, Philesiaceae, y Liliaceae (Chase et al. 1995a, 2006, Conran 1998, Fay et al. 2006, Rudall et al. 2000a). 
Si bien similar a Dioscoreaceae (Dahlgren et al. 1985), que también son plantas guiadoras con hojas reticuladas, su morfología (Conran 1989) y secuencias de ADN (Chase et al. 1993, 1995a, 2000, Soltis et al. 2000) sostienen su ubicación en los Liliales.
La familia fue alguna vez definida en forma más amplia (Cronquist 1981), incluyendo géneros como Luzuriaga y Petermannia, pero la inclusión de estos géneros resultaría en una familia parafilética (Chase et al. 1995a, 2006, Fay et al. 2006, Rudall et al. 2000a). 
El hábito no trepador es derivado y ha aparecido más de una vez dentro de Smilax (Fu et al. 2005).
Smilax aspera puede ser hermana del resto de las especies (Cameron y Fu 2006).

## Taxonomía
La familia fue reconocida por el APG III (2009), el Linear APG III (2009) le asignó el número de familia 59. La familia ya había sido reconocida por el APG II (2003).
El sistema APG II, de 2003 (sin cambios desde el sistema APG, de 1998), la ubica en el orden Liliales,  clado monocotiledóneas.  En el APG II es una familia de probablemente dos géneros:  Heterosmilax y el mayor Smilax. En el 
APWebsite y en Judd (2007) es una familia de un único género, Smilax, con  Heterosmilax incluido en él.
Otros sistemas más antiguos de clasificación:
- El sistema Cronquist, de 1981, reconocía a esta familia y la ubicaba en el orden Liliales,  subclase Liliidae,  clase Liliopsida [=monocotiledóneas] de la división Magnoliophyta [=angiospermas].
- El sistema Reveal reconocía a esta familia y la ubicaba en el orden Smilacales,  subclase Liliidae
- El sistema Thorne también reconocía a esta familia, y la ponía en el orden Dioscoreales  superorden Lilianae en subclase Liliidae [=monocotiledóneas] de la clase Magnoliopsida [=angiospermas].
- El sistema Dahlgren la trata como lo hizo Thorne (1992): ver abajo.

1 género, 310 especies. Como aquí circunscripta el único género es Smilax.

## Importancia económica
Muchas especies de Smilax son usadas en medicina, el género es también la fuente del saborizante zarzaparrilla. 
Los tallos jóvenes, las bayas, y los tubérculos ocasionalmente se comen.